# Disney's Animal Kingdom
Disney's Animal Kingdom är den största Disneyparken i världen, och den sjunde mest besökta djurparken/nöjesparken i världen, med 9,7 miljoner besökare, 2010.
Disney's Animal Kingdom tillhör Walt Disney World Resort, och öppnades den 22 april 1998.
Djurparkens tema är att bevara djurens liv och natur.

## Temaområden
Parken är uppdelad i sju olika teman, och en åttonde, "Beastly Kingdom", planeras att byggas.

### Oasis
The Oasis är entrén till parken, och innehåller restauranger och ett antal olika djur.

### Discovery Island
Discovery Island ligger i mitten av parken, men hette innan 1999 Safari Village. Den här delen av parken sitter ihop med alla utom "Rafiki's Planet Watch". Här finns bland annat "The Tree of Life", parkens ikon, omgivet av kängurur och lemurer med mera.

### Camp Minnie-Mickey
Camp Minnie-Mickey har sommarläger som tema, och här kan man träffa figurer som Musse Pigg, Mimmi Pigg och Långben och många fler. På scenen spelas ofta musikalen "Festival of The Lion King", inspirerat av filmen Lejonkungen.

### Africa
Africa är en del i parken med temat afrikanska djur, och här kan man se bland annat giraffer, flodhästar, afrikanska elefanter, lejon med mera.

### Rafiki's Planet Watch
Det här är den enda delen i parken som inte är kopplad till Discovery Island, och här finns till exempel apor, får och getter.

### Asia
Asia är en del i parken med temat asiatisk natur och asiatiska djur, och här finns bland annat komodovaraner, tapirer, tigrar, med flera.

### DinoLand U.S.A
DinoLand U.S.A är en del med temat dinosaurier, och är inspirerat av folks intresse för just dinosaurier. I den här delen finns bland annat den kända attraktionen "DINOSAUR".
DinoLand U.S.A var till 2009 sponsrat av McDonald’s, men slutade på grund av att kontraktet gick ut.